# Sorority Row
Sorority Row (comercializada en España como Hermandad de sangre y en Hispanoamérica como Secreto de Sangre) es una película slasher y de humor negro estadounidense de 2009.
Dirigida por Stewart Hendler y protagonizada por Briana Evigan, Rumer Willis, Jamie Chung, Margo Harshman, Audrina Patridge y Carrie Fisher, y la participación antagónica de Leah Pipes fue producida por Summit Entertainment y escrita por Josh Stolberg y Pete Goldfinger.
La cinta es un remake de la película slasher de 1983 The House on Sorority Row dirigida por Mark Rosman. Sorority Row fue estrenada el 9 de septiembre de 2009 en el Reino Unido y el 11 de septiembre de 2009 en los Estados Unidos.

## Trama
Supervisada por la Sra. Crenshaw, la hermandad Theta Pi es hogar de las estudiantes de cuarto año y mejores amigas Cassidy, Jessica, Ellie, Claire, Chugs y Megan. Ellas, ignorando a la Sra. Crenshaw, organizan constantes fiestas. En una de estas fiestas, Megan descubre que su novio Garrett la engaña y con la ayuda de sus amigas planean una broma para Garrett, fingiendo la muerte de Megan. Con ayuda de las chicas Garrett lleva a Megan a una mina alejada de la ciudad para esconder el cuerpo. Después de que las chicas digan que necesitan desmembrar el cuerpo, Garrett le clava a Megan una llave de cruz, matándola realmente. Los jóvenes deciden esconder el cadáver en un pozo de una mina abandonada y seguir con sus vidas sin decir una sola palabra, pues Chugs no quiere que Garret vaya a la cárcel porque es su hermano menor, y Ellie advierte que aunque él vaya a la cárcel todos serán responsables.
Ocho meses después, durante la fiesta de graduación, las jóvenes comienzan a recibir mensajes amenazantes en sus teléfonos móviles. Los mismos muestran fotos y videos del arma y del cuerpo de Megan. Esto se agrava con la visita inesperada de la hermana de Megan, Maggie.
Tomando los mensajes y los videos como una broma de Garrett, las chicas acuerdan seguir y prepararse para la fiesta.
Chugs llega a una cita con su psiquiatra, quien está esposado a una cama. El Dr. Rosenberg le pide que lo espere abajo mientras logra salir. Chugs busca una botella de champán y baja hasta el diván. Mientras tanto, el Dr. Rosenberg es asesinado con la llave de cruz, ahora modificada con dos cuchillos afilados y un gancho—es atravesado por esta en la cabeza cuando el asesino se la lanza en forma de boomerang. Chugs sigue bebiendo. Cuando se recuesta en el diván ve a un hombre encapuchado junto a él, quien golpea la botella contra su boca. Chugs trata de quitarle la botella pero el hombre le corta el cuello, dejando la sangre en forma de burbujas mezcladas con el champán, dentro de la botella.
Hacia la tarde, Ellie y Cassidy se dedican a organizar la fiesta, preparando todos los adornos, mientras que Claire decide darse un baño en el jacuzzi con su novio Mickey. Jessica está almorzando con el futuro senador y padre de Kyle, su novio, en un restaurante. El padre de Kyle la amenaza diciéndole que debe comportarse, razón de más para que Jessica quiera ocultar los hechos pasados hace 8 meses en aquella mina. 
Luego, Claire empieza a oír ruidos mientras se ducha, cuando se da cuenta de que solo es Joanna, una estudiante de primer curso en la hermandad, borracha. Al salir de la ducha se encuentra con Jessica, quien trata de tranquilizarla. Cuando ambas chicas se retiran, Joanna se queda sola en el baño, y las duchas empiezan a encenderse. El asesino aparece y la asesina con la llave de cruz. 
Ellie baja al sótano buscando vodka y encuentra el abrigo ensangrentado con el que habían envuelto a Megan esa noche. Las chicas se reúnen en la cocina. Cassidy Y Claire tratan de calmar a Ellie, pero Jessica sigue opinando que es una broma de Garrett.
En la fiesta, Claire y Mickey tienen una pelea y Jessica es amenazada por Kyle para que no haga nada que pueda fastidiar a su padre y sus aspiraciones a ser senador. Tras la pelea, Mickey abandona la fiesta, encontrándose con el asesino, el cual después de una breve pelea y persecución le atraviesa el cuello cuando este intenta escapar por un montacargas, en el cual se queda atrapado.
Ellie observa la situación y escapa gritando. Las chicas vuelven a reunirse. Cassidy y Jessica encuentran el cuerpo y confirman los acontecimientos. En ese momento, todas reciben un video y un mensaje: "Iré a la policía en 20 minutos. Saben dónde me mataron. Búsquenme ahí". Cassidy le pide a su novio Andy que se vaya lejos para que no corra peligro, y las cuatro chicas se van en la camioneta de Jessica.
En la mina, las chicas se encuentran con Garrett sangrando de las muñecas y con un cristal en la mano. Jessica lo atropella dos veces, dándolo por muerto. Cassidy revisa su celular y encuentra el mismo video que ellas recibieron y descubren heridas en sus manos, por lo que suponen que se cortó las venas. Jessica piensa que él es el asesino y que todo ha terminado. Cassidy trata de averiguar si Megan está viva, por lo que baja a la mina atada a una cadena. Allí encuentra un mensaje escrito en la caverna: "Theta Pi debe morir".
Las chicas regresan a la casa. La fiesta ha terminado, la casa está vacía y el jacuzzi se ha estropeado. Jessica les aclara a las tres chicas que buscará a Kyle y se marchará. Mientras Claire trata de reparar el jacuzzi, Jessica apaga la música y en ese momento reciben un mensaje de texto. "Jess, Cass y Ellie, perdonen, pero no podré ir a la fiesta porque estoy muerta". Claire golpea la puerta pidiendo ayuda. Cassidy trata de abrirla, pero no lo logra. Claire es arrastrada en medio de la espuma del jacuzzi, y es asesinada con una pistola de bengalas.
Jessica entra a su habitación y encuentra a Maggie acostada en su cama. Maggie le dice que acaba de tener sexo con Kyle, por lo que Jessica se enfurece y tiene una fuerte pelea con ella. Cassidy y Ellie las separan y les avisan que alguien más está en la casa. Jessica toma un hacha y accidentalmente ataca a la Sra. Crenshaw, sin saber que era ella. Las chicas le confiesan que han asesinado a Megan y Jessica advierte que se lo ha dicho a Kyle.
La Sra. Crenshaw baja hasta la cocina y trata de encontrar al asesino, quien finalmente la asesina con la llave de cruz. Maggie busca a Megan, pero encuentra al encapuchado, quien le tira una bomba molotov, por lo que ésta escapa corriendo. Jessica y Cassidy van a buscar un teléfono entre la ropa de Mickey y Ellie se esconde en un armario.
Cassidy y Jessica se encuentran a Kyle, el novio de Jess. Jessica se pone furiosa porque se ha acostado con Maggie y lo golpea. Kyle trata de matarla, diciéndole que lo está decepcionando. Cassidy lo golpea con un extinguidor y ambas escapan hacia la planta superior. Allí descubren que la casa se está incendiando y encuentran el cadáver de Megan en la ducha. Jessica trata de oír a través de la puerta pero Kyle la golpea con el hacha, dejándola inconsciente. Cuando Kyle va a atacar a Cassidy, Andy lo mata de un hachazo en la cabeza.
Andy confiesa que él es quien ha asesinado a todos los que sabían el secreto, tratando de proteger a Cassidy. Jessica despierta y ve a Andy con la llave de cruz en su bolsillo. Trata de calmarlo pero él le clava la llave de cruz en la boca, matándola.
Andy le explica a Cass que todo lo hace por protegerla, pues sus amigas no podrían mantener lo sucedido en secreto. Ella le pide que salgan juntos del lugar, pero Andy quiere encontrar a Ellie y a Maggie. Cass lo golpea y corre por la casa. Cuando Andy está a punto de matar a Cassidy, aparece Ellie con un rifle y le dispara. Las tres chicas consiguen escapar de la casa ya en llamas.
Quince meses después, Maggie es una nueva Theta Pi. La casa ha sido renovada, y durante una fiesta, aparece Garrett (no se ve su cara, pero se muestra la cicatriz en su mano) con una pala de jardín, indicando que aún está vivo y que tratará de matarla.

## Reparto

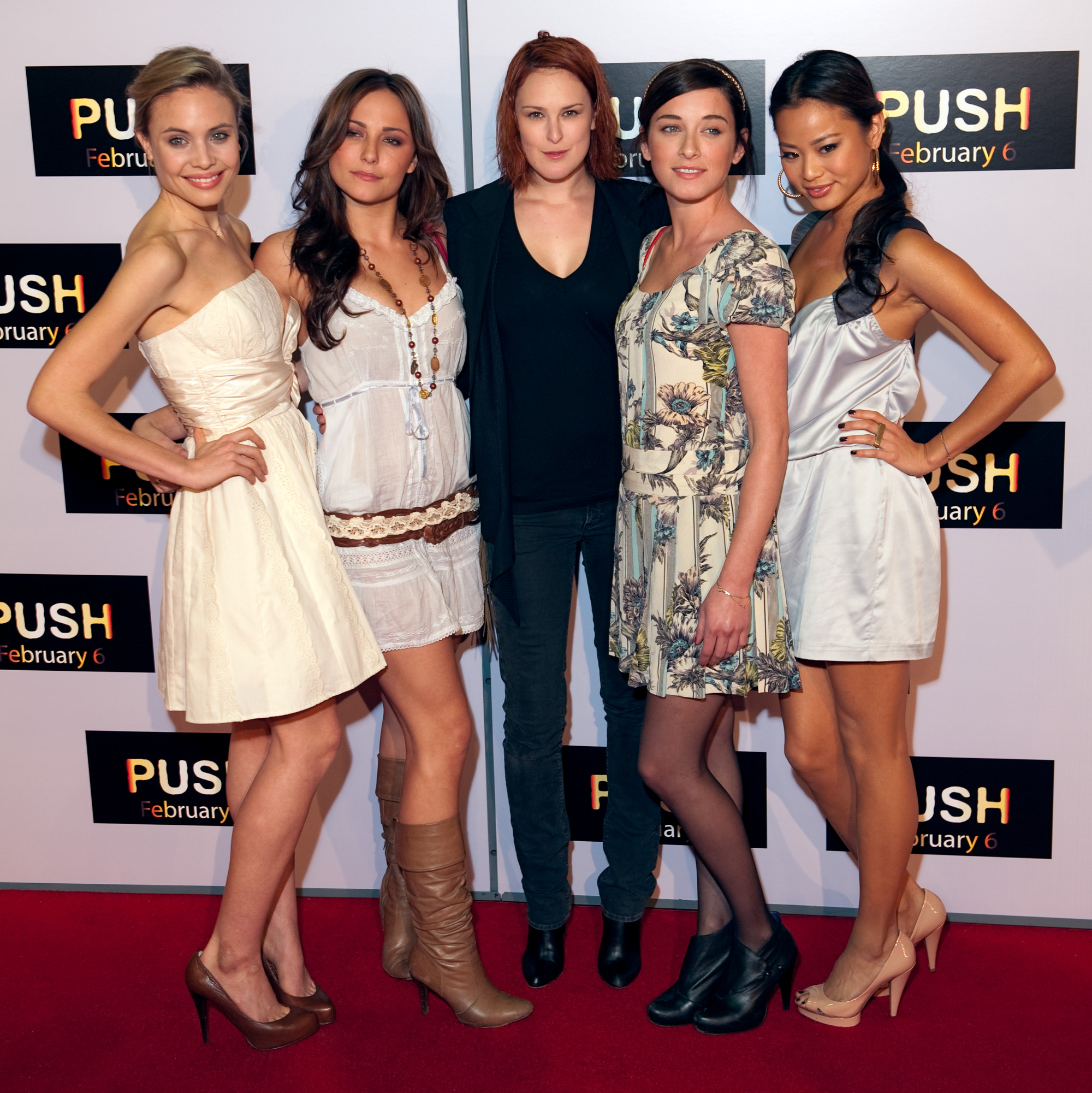
Las protagonistas de la película en 2009.

- Briana Evigan como Cassidy.
- Leah Pipes como Jessica.
- Rumer Willis como Ellie.
- Jamie Chung como Claire.
- Margo Harshman como Chugs.
- Audrina Patridge como Megan.
- Julian Morris como Andy.
- Carrie Fisher como Sra. Crenshaw
- Matt O'Leary como Garrett.
- Matt Lanter como Kyle.
- Caroline D'Amore como Maggie.
- Maxx Hennard como Mickey.

## Crítica
La película recibió críticas mixtas por parte de la crítica y el público. En la página de críticas Rotten Tomatoes se le asignó un 24% de críticas positivas, basado en 68 entrevistas. En Metacritic recibió un puntaje de 24 de 100 basado en 11 entrevistas. Sin embargo, en la página de Bloody Disgusting la película fue puntuada con un 7, llamándola "un respiro de aire fresco en los slashers regresando a la vieja fórmula, sin gore, ni 3D, sólo un poco de humor negro, chicas sexys y un asesino enmascarado". En Rotten tomatoes, votos de usuarios, la película ganó un 44% de críticas positivas mientras que en Internet Movie Database la película recibió una puntuación de 57. La actuación de Leah Pipes fue descripta como "una bruja malvada que sólo intenta mantener su reputación, con un humor tan negro que a veces inquieta, con la que a veces logras conexión". Algunos críticos llamaron a la película "entretenida, irrelevante, graciosa y olvidable"

## Muertes
- Megan: llave de cruz clavada en su pecho. Asesinada por Garret. Jessica, Claire, Chugs y Ellie se deshacen del cuerpo mientras que Cassidy guarda el secreto.
- Dr. Rosenberg: llave de cruz en el ojo. Asesinado por Andy.
- Chugs: degollada con una botella y la llave de Cruz. Asesinada por Andy.
- Joannna: llave de cruz insertada en su barbilla. Asesinada por Andy.
- Mickey: llave de cruz atravesada en su garganta. Asesinado por Andy.  Ellie está presente en el momento del homicidio.
- Claire: disparo de una bengala en la boca. Asesinada por Andy.
- Sra. Creenshaw: llave de cruz atravesada en su pecho. Asesinada por Andy.
- Kyle: hachazo en la cabeza. Asesinado por Andy.
- Jessica: llave de cruz en la boca. Asesinada por Andy.
- Andy: disparo de escopeta en el pecho e incineración. Asesinado por Ellie.

## Supervivientes
- Cassidy
- Ellie
- Maggie
- Garrett